# Canicule
Canicule is een Franse film van Yves Boisset die uitgebracht werd in 1984.
De film is gebaseerd op de gelijknamige roman van Jean Vautrin, het pseudoniem van Jean Herman, een van de scenaristen van de film.

## Samenvatting
Frankrijk, de Beauce. Jimmy Cobb, een Amerikaanse gangster heeft een overval gepleegd en is voortvluchtig. Opgejaagd door de politie komt hij op het platteland terecht. Hij verstopt zich met de buit in de schuur van een afgelegen varkensfokkerij. Al gauw ervaart Cobb dat de leden van de landbouwfamilie stuk voor stuk onbeschaafde en niet al te snuggere mensen zijn. Ze zijn achterbaks, gefrustreerd, hebzuchtig. Cobb wordt het middelpunt van de spanningen die heersen in de familie. Hij heeft ook af te rekenen met onbevredigde verlangens vanwege de twee boerinnen. Chim, de zoon van Horace, een van de twee bazen van de boerderij, ontdekt waar Cobb zijn geld verstopt heeft ...

## Rolverdeling
| Acteur              | Personage            |
| ------------------- | -------------------- |
| Lee Marvin          | Jimmy Cobb           |
| Miou-Miou           | Jessica              |
| Jean Carmet         | Socrate              |
| Victor Lanoux       | Horace               |
| David Bennent       | Chim                 |
| Bernadette Lafont   | Ségolène             |
| Grace de Capitani   | Lily                 |
| Tina Louise         | Noémie Blue          |
| Muni                | Gusta                |
| Jean-Claude Dreyfus | Le Barrec            |
| Juliette Mills      | Maggy                |
| Julien Bukowski     | Rojinski             |
| Jean-Roger Milo     | Julio                |
| Joseph Momo         | Doudou Cadillac      |
| Henri Guybet        | Marceau              |
| Pierre Clémenti     | Snake                |
| Jean-Pierre Kalfon  | Marcel Torontopoulos |
| Mohamed Bekhtaoui   | Saïd                 |
| Myriam Salvodi      | juffrouw Adenauer    |
| Inger Ekbom         | een kampeerster      |
| Lillemour Jonsson   | een kampeerster      |
| Véronique Rambaud   | de stripteaseuse     |